# Szelust
Szelust (924 m) lub Beskid Krzyżowski – szczyt w Grupie Pilska Beskidzie Żywiecko-Orawskim, po zachodniej stronie Przełęczy Półgórskiej (809 m). Przez szczyt przebiega granica polsko-słowacka. W kierunku północno-zachodnim opada krótki grzbiecik oddzielający potok Krzyżówka od jego dopływu – potoku Gawlusi. Jest porośnięty lasem, ale jego podnóża zajmują pola i zabudowania wsi Krzyżówki. Od słowackiej, południowo-zachodniej strony stoki są całkowicie, aż do podnóży porośnięte lasem i opadają do doliny Polhoranki.
Przez Szelust prowadzą dwa równoległe szlaki turystyczne; po stronie polskiej jest to czerwony Główny Szlak Beskidzki, po stronie słowackiej niebieski. Oba szlaki na tym odcinku łączą przełęcz Glinne z Babią Górą.
Polskie stoki znajdują się w granicach miejscowości Krzyżówki w województwie śląskim, w powiecie żywieckim, w gminie Jeleśnia.

## Nazwa
Państwowy rejestr nazw geograficznych i bazujące na nim mapy Geoportalu podają dla szczytu po zachodniej stronie Przełęczy Półgórskiej nazwę Szelust, przewodnik turystyczny i mapa Compassu nazwę Beskid Krzyżowski. Według Aleksego Siemionowa prawidłowa nazwa to Beskid Krzyżowski. Taką nazwę podawał już Andrzej Komoniecki żyjący w latach 1658–1728 (do Jaworzyny Gronia, potem aż do Bieskidu Krzyżowskiego i Korbielowskiego) i takiej nazwy używa ludność miejscowa. Na mapach austriackich pozostawiono tylko nazwę Beskid (bez przymiotnika), zaś nazwę Szelust wprowadził W. Krygowski w swoim przewodniku turystycznym. Nazwa ta utrzymała się na mapach PPWK.

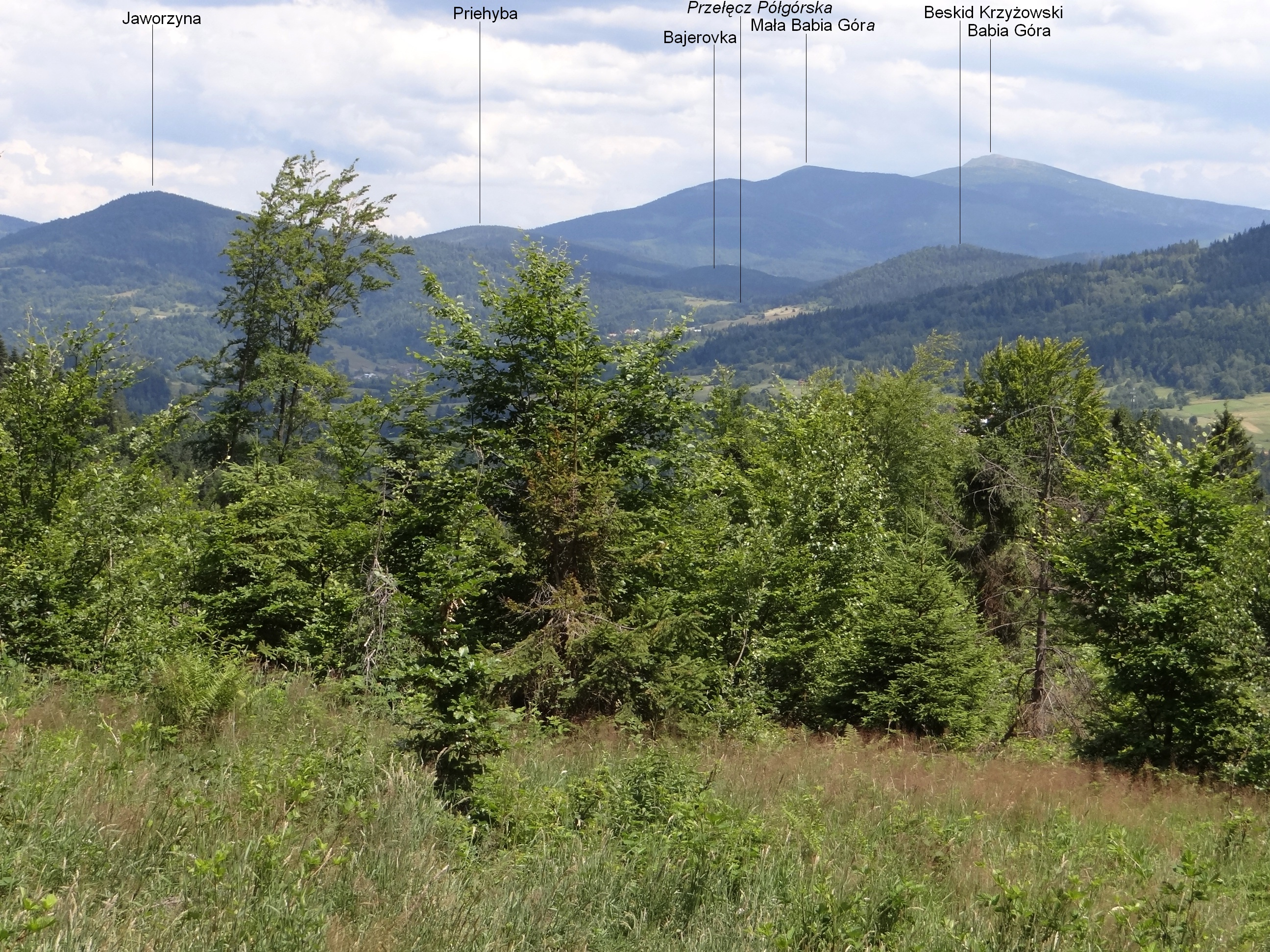
Widok z Przełęczy Przysłopy